# Vaychis
Vaychis ist eine französische Gemeinde mit 35 Einwohnern (Stand 1. Januar 2022) im Département Ariège in der Region Okzitanien. Sie gehört zum Kanton Haute-Ariège und zum Arrondissement Foix. 
Sie grenzt im Westen und im Nordwesten an Tignac, im Nordosten an Caussou, im Osten an Ignaux, im Süden an Savignac-les-Ormeaux und im Südwesten an Perles-et-Castelet.

## Bevölkerungsentwicklung
| Jahr                       | 1962 | 1968 | 1975 | 1982 | 1990 | 1999 | 2008 | 2015 |
| -------------------------- | ---- | ---- | ---- | ---- | ---- | ---- | ---- | ---- |
| Einwohner                  | 69   | 59   | 44   | 37   | 26   | 33   | 30   | 23   |
| Quellen: Cassini und INSEE |      |      |      |      |      |      |      |      |